# Gamma Canis Majoris
γ Canis Majoris (Gamma Canis Majoris, kurz γ CMa) ist ein Stern im Sternbild Großer Hund. Muliphein gehört der Spektralklasse B8 an und besitzt eine scheinbare Helligkeit von 4,1 mag. Er ist ca. 440 Lichtjahre von der Erde entfernt. Weiterhin wird er der Sternklasse der Quecksilber-Mangan-Sterne zugeordnet.
Der Stern trägt den historischen Eigennamen Muliphein, der sich aus arabisch محلفين, DMG Muḥlifayn ‚Stern, auf den man den Eid ablegt‘ ableitet. Diesen Eigennamen teilt der Stern mit γ Centauri.